# Мочалейка (Каменский район)
Мочалейка (тат. Мачали) — татарское село в Каменском районе Пензенской области, входит в состав Кикинского сельсовета.

## География
Расположено на берегу речки Мочалейка (приток Кевды) в 7 км на запад от центра сельсовета села Кикино и в 29 на запад от города Каменки.

## История
Основано служилыми татарами на землях, отказанных в конце XVII в. Арслану Полкаеву, вероятно, выходцу из Ногаев. В 1720 г. – деревня Мачалейка, Максютовка тож. В 1723 г. – 256 человек. Среди них несколько десятков мурз, т.е. представителей мелкого татарского служилого дворянства. В 1762 г. – татарская деревня Верхнеломовского уезда, 408 ревизских душ, в том числе рядовых татар 334, мурз – 74. С конца XVIII в. село находилось в составе Чембарского уезда Пензенской губернии, в документе указывается, что «деревни Мочалейка, Кикина и Кутеевщина, Решетина и Телятина, Кобылкина, выселок из села Варешки» населены крещеными и некрещеными мурзами (то есть служилыми татарами) и татарами (земледельцами и скотоводами), у них 3 мечети.
В XVIII и XIX вв. располагалась по обе стороны р. Мачатки и тамбовско-пензенской большой дороги. В 1782 г. – 181 двор. В 1864 г. – 292 двора, 4 мечети, в 1877 г. – волостной центр, 236 дворов, 3 мечети, 2 лавки, базар. В августе 1824 г. село посетил император Александр Первый. В 1896 году – д. Мочалейка, центр волости Чембарского уезда, 341 двор. В 1911 г. – центр той же волости Чембарского уезда, одно крестьянское общество, 346 дворов, 3 мечети, 4 татарских школы, 4 ветряные мельницы, 4 кузницы, 3 кирпичных сарая, трактир, 16 лавок.
С 1928 года село являлось центром сельсовета Чембарского района Пензенского округа Средне-Волжской области (с 1939 года — в составе Каменского района Пензенской области). В 1955 г. – центральная усадьба колхоза «Игинче» («Земледелец»). В 1980-е гг. – центральная усадьба совхоза «Мочалейский». Законом Пензенской области от 22.12.2010 г. Мочалейский сельсовет упразднен, село вошло в состав  Кикинского сельсовета.
До 2016 года в селе действовала основная общеобразовательная школа им. А.Х. Акжигитова.

## Население
| 1762  | 1782  | 1864  | 1877  | 1897  | 1911  | 1926  |
| ----- | ----- | ----- | ----- | ----- | ----- | ----- |
| 816   | ↗1162 | ↗1908 | ↗2295 | ↘1981 | ↗2503 | ↘2321 |
| 1930  | 1959  | 1970  | 1979  | 1989  | 1996  | 2002  |
| ↗2682 | ↘1568 | ↗1648 | ↘1451 | ↘1117 | ↘1010 | ↘851  |
| 2010  | 2011  |       |       |       |       |       |
| ↘796  | ↗809  |       |       |       |       |       |

### Национальный состав
- Татары — 99% (2002)[7].

## Инфраструктура
В селе имеются мечеть и отделение почтовой связи.  

## Достопримечательности
В селе расположена действующая мусульманская мечеть.

## Известные люди
Азис Харьясович Акжигитов — участник Великой Отечественной войны, герой Советского Союза.
Муса Акъегетзаде — татарский писатель, педагог, журналист, ученый.